# Язычество

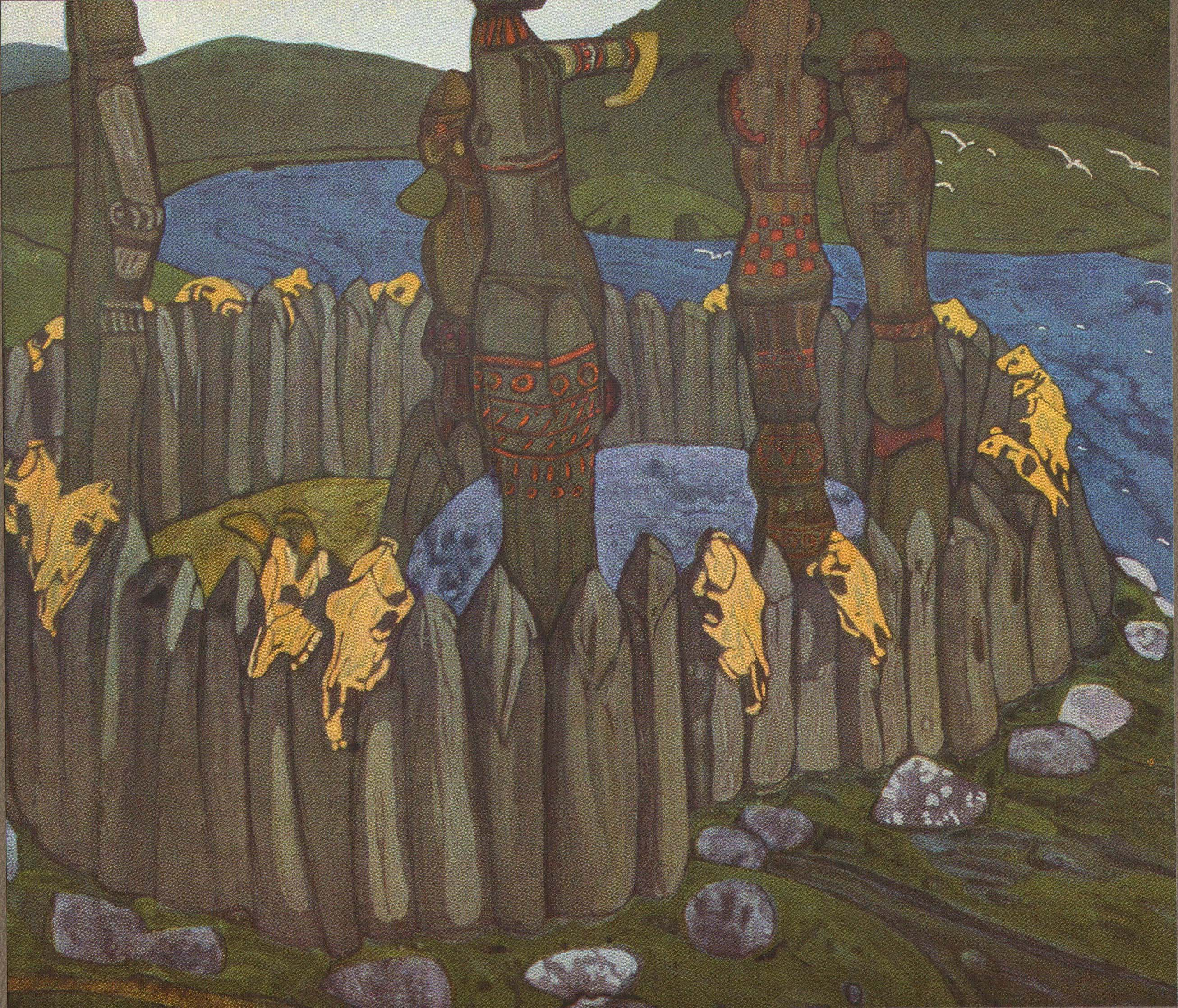
Идолы, Николай Рерих, 1901

Язы́чество (от др.-рус. ꙗзычьникъ, ст.‑слав. ѩзычьникъ) — термин христианского богословия, относящийся к неавраамическим религиям; в исторической литературе часто используется в отношении политеистических дохристианских, доиудейских и доисламских верований. В настоящее время обычно заменяется нейтральными внеконфессиональными терминами, такими как этническая религия. Применяется в качестве самоназвания некоторых новых религиозных движений (неоязычество).

## Этимология
Термины др.-рус. ꙗзычьникъ, ст.‑слав. ѩзычьникъ представляют собой церковнославянские производные от ѩзычьнъ, прилагательное от ѩзыкъ, «народ», «племя» — калька греч. ἐθνικός.
Абстрактное понятие «язычество» в русском языке появляется гораздо позже конкретных терминов «язычник» и «языческий».
Связанное по смыслу рус. пога́ный «нечистый, грязный» имеет ряд соответствий в других славянских языках: укр. пога́ний «плохой», др.-русск. поганъ «языческий», ст.-слав. поганъ (в значениях «варвар», «палач», «народ»), поганыни «язычница», болг. пога́нец «язычник, нечестивец», сербохорв. по̀ган «нечистый», словен. роgа̑n «нечистый», чеш., слвц. роhаn «язычник», др.-польск. роgаn, польск. poganin, в.-луж. роhаn — то же. Славянский термин проник в балтские языки: лит. pagõnas, лтш. pagāns «язычник», др.-прусск. вин. мн. роgаnаns. Славянское слово заимствовано из лат. pāgānus «сельский, языческий»: pāgus «округ». Вопреки мнениям А. И. Соболевского и Макса Фасмера, теперь считается невероятным посредство нов.-греч. παγανός.
Термин язычество соответствует различным производным терминам от лат. paganus (сельский) в романских и германских языках, которые получили значение «нехристианский» в Западной Римской империи с конца IV — начала V века. На востоке христианского мира использовался греч. термин  Ἕλληνες (эллинский).

## В христианском богословии

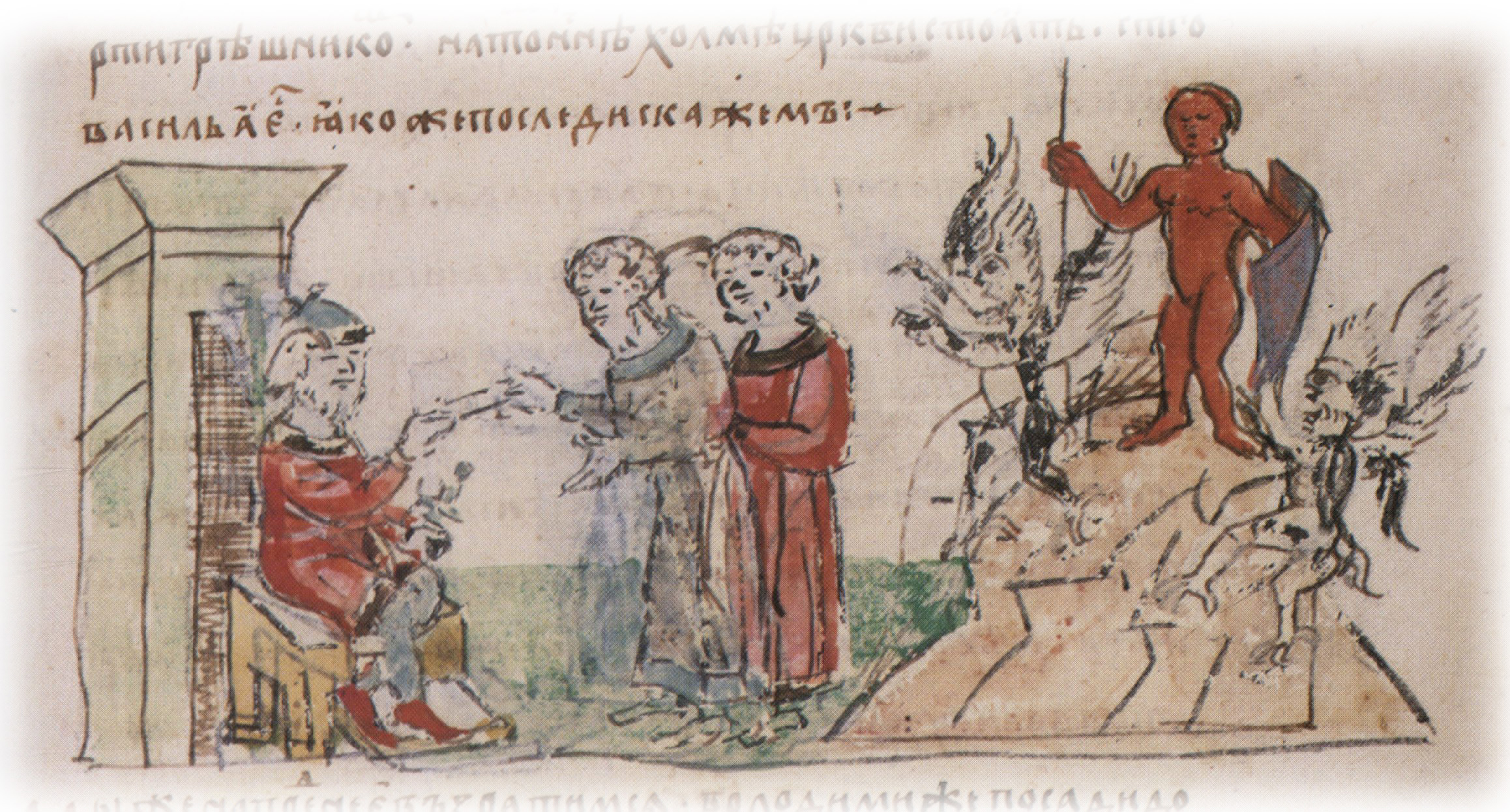
Княжение Владимира Святославича в Киеве; воздвигнутый по его повелению идол Перуна в окружении бесов. Миниатюра из Радзивилловской летописи, конец XV века

Термин язычество происходит из славянского перевода Нового завета, в котором под язычниками (церк.-слав. ꙗзыцы) понимались народы, противопоставляемые ранним христианским общинам.
Языческими христиане исторически именовали народы, которые, согласно христианским представлениям, отошли от почитания Бога-Творца к поклонению твари (сотворённому). В рамках такого понимания, иудаизм и ислам язычеством не считаются, прочие христианские направления рассматриваются как секты, а все остальные религии могут называться язычеством, в том числе индуизм и буддизм. В отношении ислама и иудаизма термин язычество применялся только отдельными богословами и широкого признания не получил.

## В исламском богословии
В исламе язычество и политеизм называют ширком (араб. شرك‎) — придание Аллаху сотоварища, а носителей ширка — мушриками. Поклонение другим божествам, а также предметам и людям в исламе — тяжелейший грех (кабира), неверие (куфр).

## В научной литературе
Если основываться на этимологии слова, термин «язычество» равнозначен таким понятиям, как «этническая религия» или «племенной культ». Российская дореволюционная наука, обращаясь к проблематике славянских дохристианских верований, отдавала предпочтение этому термину, его использовали крупнейшие российские историки, этнографы и филологи XIX — начала XX веков (И. И. Срезневский, 1846, 1848; Д. О. Шеппинг, 1849; Н. С. Тихонравов, 1862; А. А. Котляревский, 1868; А. А. Потебня, 1989; Е. В. Аничков, 1914; Н. М. Гальковский, 1916). Под славянским или русским язычеством российские исследователи этого периода понимали религиозно-мифологические представления и формы их выражения, присущие славянам дохристианского периода.
В ранний советский период исследования религии, и, в частности, славянского язычества, были свёрнуты. По этой причине в науке термин «язычество» стал употребляться редко и мог подвергаться жёсткой критике. Так, этнограф С. А. Токарев писал, что этому термину место «лишь в церковно-миссионерской литературе, а никак не в научной», «за неимением лучшего» предлагая заменить его термином «племенные культы». Слово «язычество» вновь было введено в советский научный оборот Б. А. Рыбаковым (1981, 1987). Признавая «расплывчатость и неопределённость» этого термина, он видел преимущество его применения именно в полисемантичности.
В отношении верований населения Киевской Руси накануне Крещения термин «язычество» активно применяется российскими учёными до настоящего времени (М. А. Васильев, 1999; Н. И. Толстой, 2003; Л. С. Клейн, 2004; А. В. Карпов, 2008 и др.). Однако и в современной научной исторической литературе употребление термина «язычество» может рассматриваться как спорное как ввиду негативной коннотации (в частности, по аргументу С. А. Токарева), так и по причине того, что применение термина к славянским верованиям прямо противоположно первоначальному смыслу слова «языческий» как «иноземный».
С. М. Толстая в этнолингвистическом словаре «Славянские древности» понятие «язычество» в отношении славян определяет как «реконструируемая по данным языка, фольклора, обрядов, обычаев и верований славян система дохристианских представлений о мире и человеке, основанная на мифологии и магии».
Французский философ и историк Пьер Весперини считает, что под язычеством следует понимать не единую систему верований, поскольку языческих догматов никогда не существовало, а определенное отношение к божественному. По мнению Весперини, язычество рассматривает богов как некую нестабильную таинственную целостность. Эти боги присутствуют в природе вещей, а не находятся где-то далеко в трансцендентном мире. Они довольно благожелательны, любят празднества и сами проводят время в веселых забавах, пока соблюдаются их права. Этой религии никогда не приходилось прибегать к силе, она в том или ином виде встречается в большинстве человеческих обществ.

## Неоязычество
Религиоведы A. B. Гайдуков и Е. Ю. Скачкова писали, что в современной науке не существует единого определения религиозного направления, именуемого неоязычеством. «Британская энциклопедия религий мира» (2006) определяет неоязычество (Neo-paganism) как «любое из духовных движений, пытающихся возродить древние политеистические религии Европы и Ближнего Востока», которое в отличие от ритуальной магии и современного колдовства, стремится к возрождению подлинного пантеона и обрядов древних культур, часто с помощью эклектики и реконструкции. Маркус Давидсен (Лейденский университет) считает, что термин неоязычество (современное язычество) относится к широкому религиозному движению, включающему викку, неодруидизм, Heathenry и ряд других направлений, которые возникли в 1950-е годы. А. В. Гайдуков определяет неоязычество как «совокупность религиозных, парарелигиозных, общественно-политических и историко-культурных объединений и движений, которые в своей деятельности обращаются к дохристианским верованиям и культам, обрядовым и магическим практикам, занимаются их возрождением и реконструкцией». Цель данных конструкций или реконструкций может быть разной, религиозной или политической.